# فرانك هانسن (سياسي)
فرانك هانسن (بالإنجليزية: Frank Hansen)‏ هو سياسي أمريكي، ولد في 27 ديسمبر 1913 في الولايات المتحدة، وتوفي في 29 ديسمبر 1991 في سياتل في الولايات المتحدة. انتخب عضو مجلس نواب واشنطن.